# Kreuzkirche Fulda

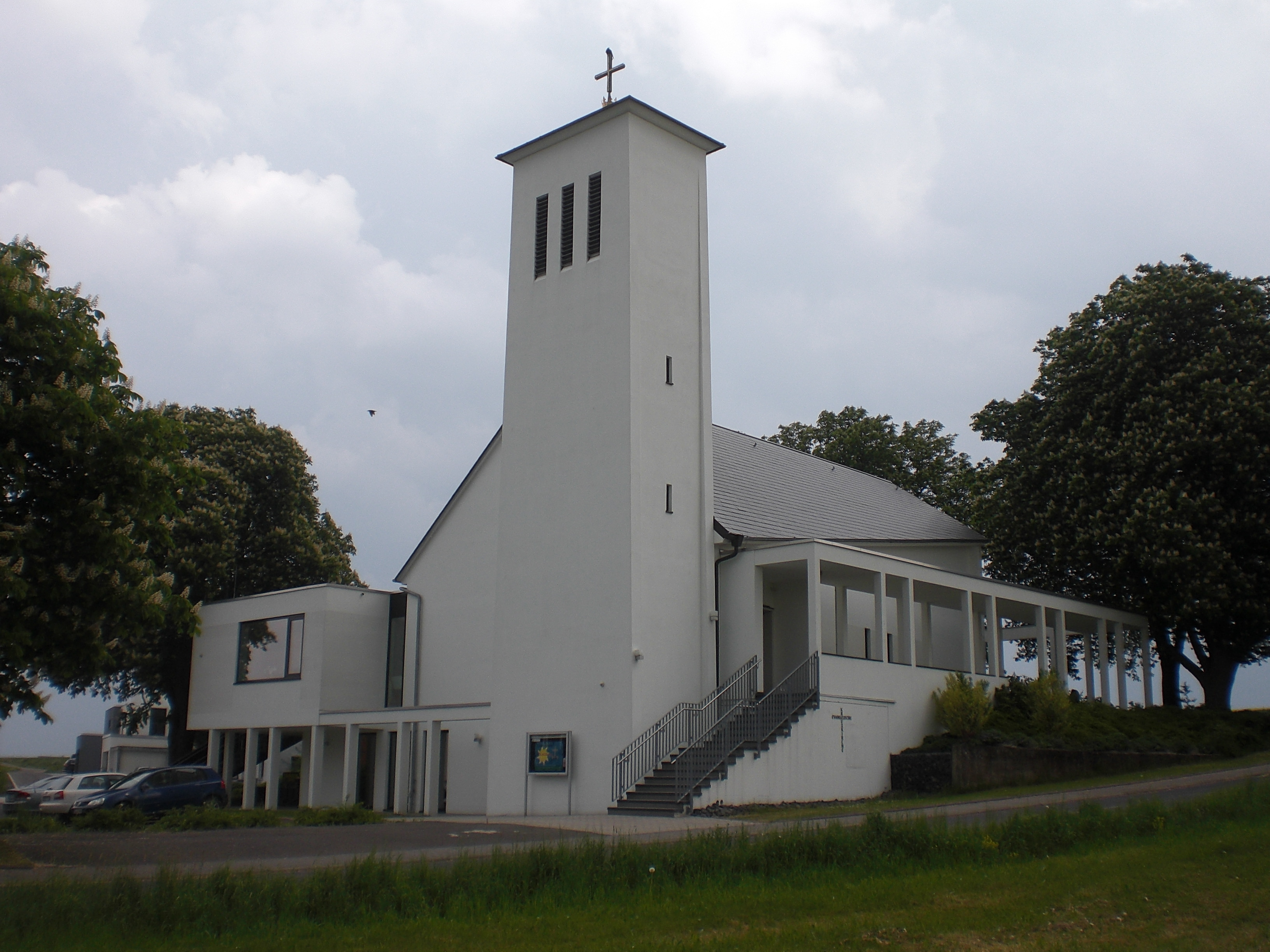
Evangelische Kreuzkirche Fulda

Die evangelische Kreuzkirche Fulda ist eine Kirche in Fulda-Neuenberg und zählt zum Kirchenkreis Fulda der Evangelischen Kirche von Kurhessen-Waldeck.
Kirchengebäude und Pfarramt befinden sich in der Haderwaldstraße 89, 36041 Fulda.
Die Kirche wurde in den Jahren 1961 bis 1964 gebaut und entspricht auch dem Stil der damaligen Zeit. Sie wurde am 4. Advent 1965 (19. Dezember) eingeweiht.

## Geschichte
Im Zuge der Anlegung des Truppenübungsplatzes Wildflecken wurde Dalherda in der Rhön 1938 beinahe komplett nach Fulda, Haimbach, Trätzhof und Fulda-Neuenberg sowie in andere Teile Deutschlands umgesiedelt.
Mehrere evangelische Familien (ca. 150 Personen) begannen sich insbesondere in Neuenberg und Haimbach eine neue Existenz aufzubauen. Nach dem Zweiten Weltkrieg wurde die Gastwirtschaft „Dammersfelder Hof“ für den evangelischen Gottesdienst genutzt.
In den Jahren 1961–1964 wurde die Kreuzkirche gebaut und schließlich am 19. Dezember 1965 (4. Advent) eingeweiht. In den 1970er Jahren bekam die Kreuzkirche ihre Glocke als Geschenk der evangelischen Gemeinde von Bad Salzschlirf.
Trotz eigener Kirche war die Gemeinde aber keineswegs selbstständig, sondern gehörte bis 1981 zum Pfarrbezirk II der Christuskirche. Ab Mai 1978 wurde die Kreuzkirche zwar pfarramtlich durch die Pfarrer der Versöhnungskirche versorgt, blieb aber weiter als Filialkirche im Pfarrbezirk der Christuskirche. 1981 bekam die Gemeinde ihre Selbstständigkeit, also einen eigenen Kirchenvorstand. 1983 wurde eine halbe Pfarrstelle geschaffen. Die Gemeinde hatte somit ihren eigenen Pfarrer, wenn auch nur mit einem halben Dienstauftrag.
Die Pfarrstelle wurde wegen des starken Zuzugs und des Wegzugs der Amerikaner aus der US-Kaserne in der Haimbacher Straße im Winter 1998 auf eine volle Stelle erweitert. Dies hatte nun auch zur Folge, dass wöchentlich Gottesdienst gefeiert wird. 1999 konnte ein Pfarrhaus direkt neben der Kirche fertiggestellt werden.

## Neuzeit ab 1993/94

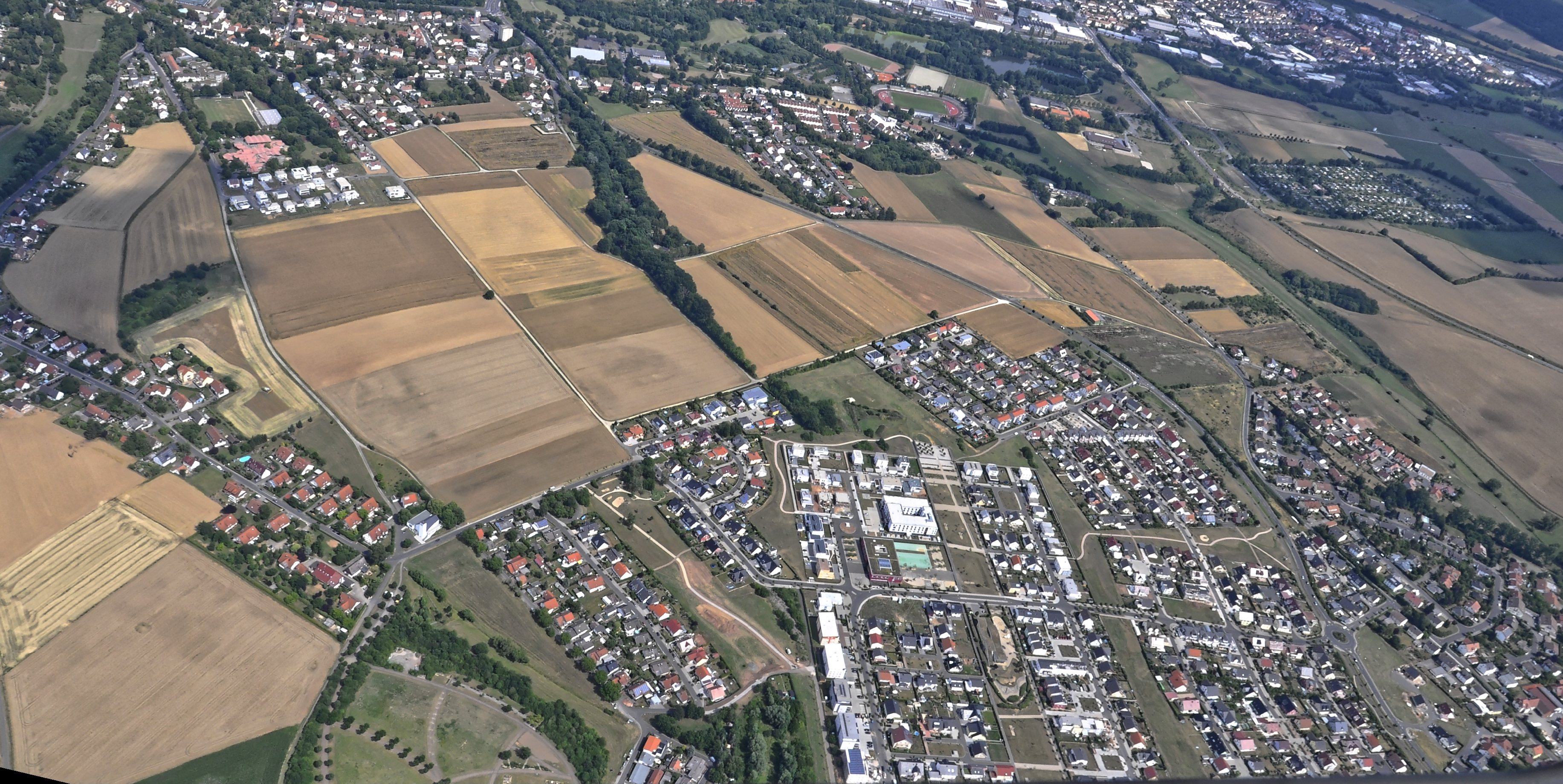
Fulda-Galerie (Bildmitte vorn) Kreuzkirche linke Bildhälfte (vorne). Sickels rechte vordere Bildhälfte rechts der Sickelser Straße

Auf dem ehemaligen Hubschrauberstützpunkt (Sickels Army Airfield)  in Sickels entstand nach dem Abzug der US-Armee unweit der Kreuzkirche ab dem Jahr 2000 ein neuer Stadtteil Fulda-Galerie dessen Gebiet u. a. auch zur Ev. Kreuzkirche zählt.
Im Jahr 2012 erfolgte eine Erweiterung durch einen Anbau, weil die Kirche für die stark gestiegene Zahl der Gemeindemitglieder zu klein geworden war. Die Grundsteinlegung zum 200 m² großen Erweiterungsbau erfolgte am 22. Juni 2012. Im August 2013 erfolgte die Weihe des Erweiterungsbaues. Das traditionelle Kreuz wurde seit dem letzten Umbau entnommen und durch ein Bild von mehreren Kreuzen ersetzt.